# Żegluga Polska

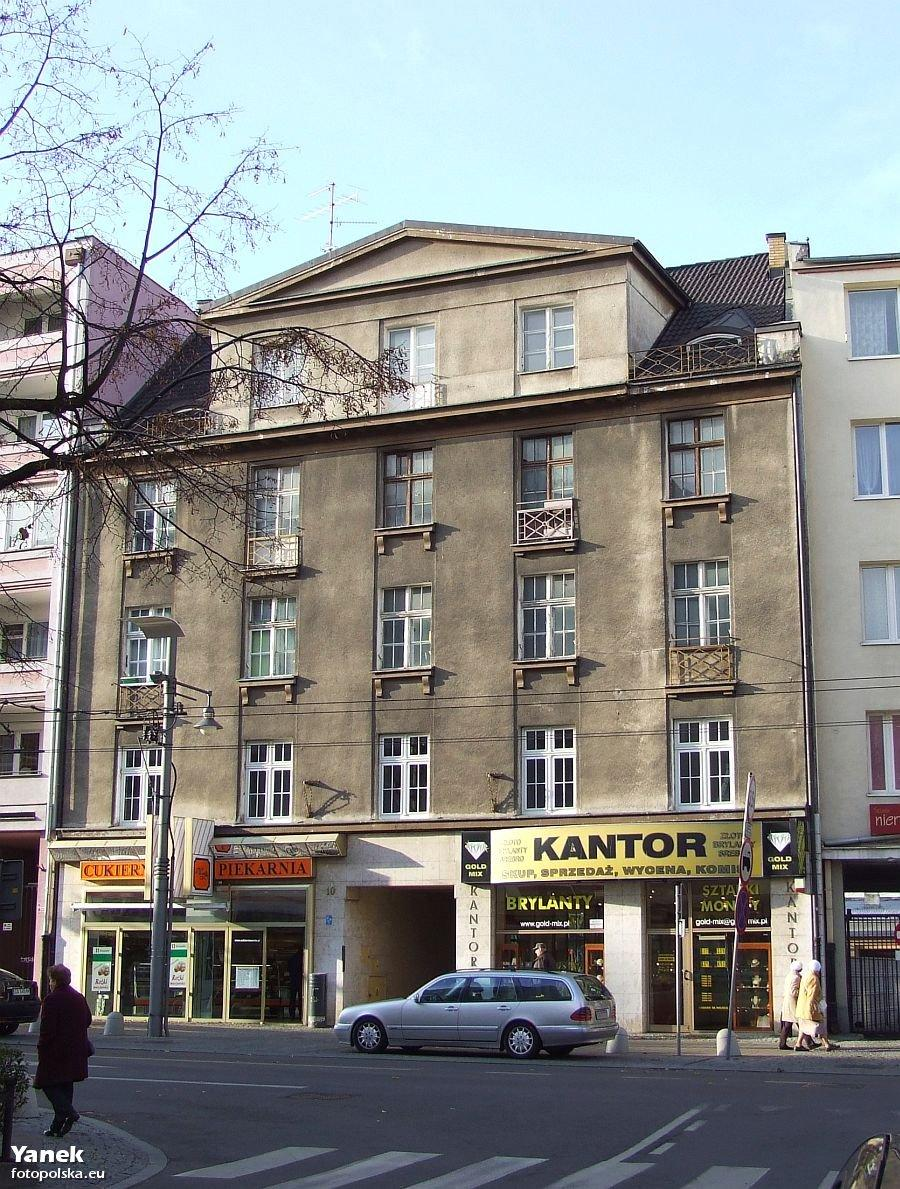
b. siedziba ŻP w Gdyni przy ul. Świętojańskiej 10 (1946)

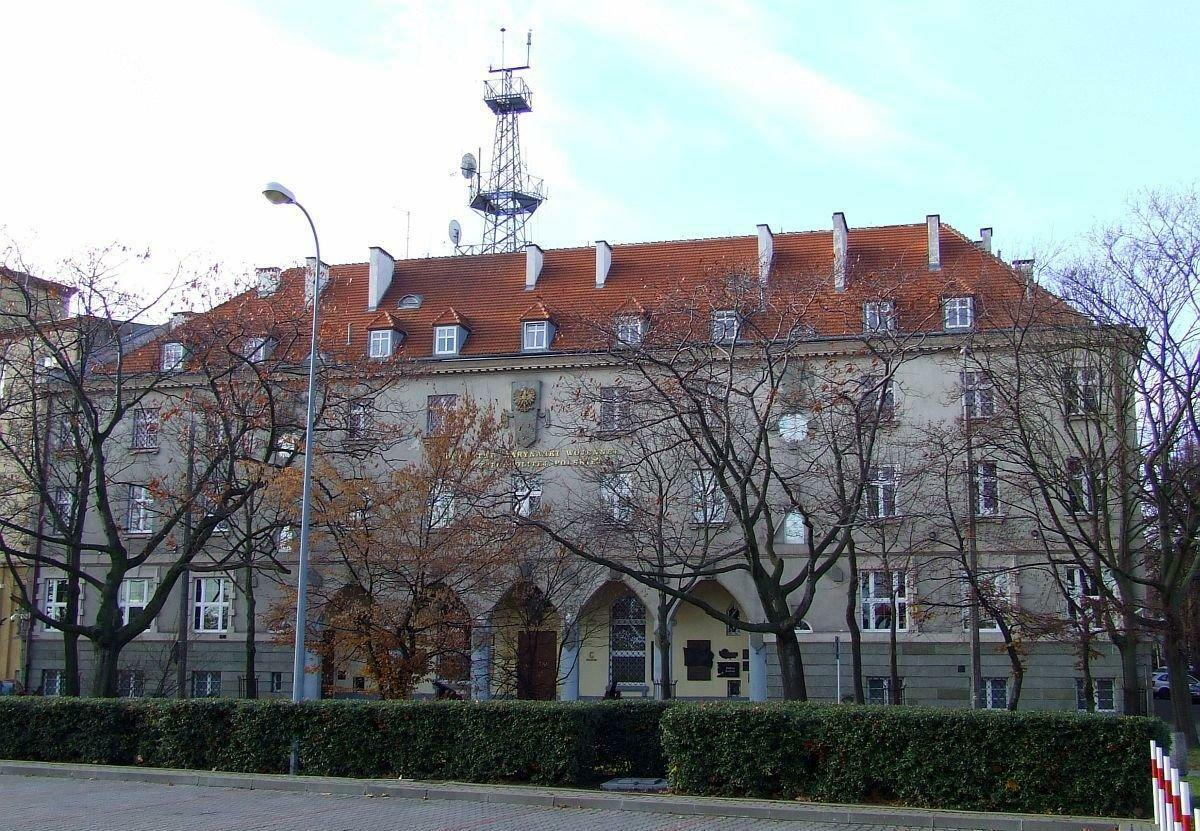
b. siedziba ŻP w Gdyni we własnym budynku przy ul. Waszyngtona 44, od 1945 budynek Dowództwa Marynarki Wojennej (1929-1939)

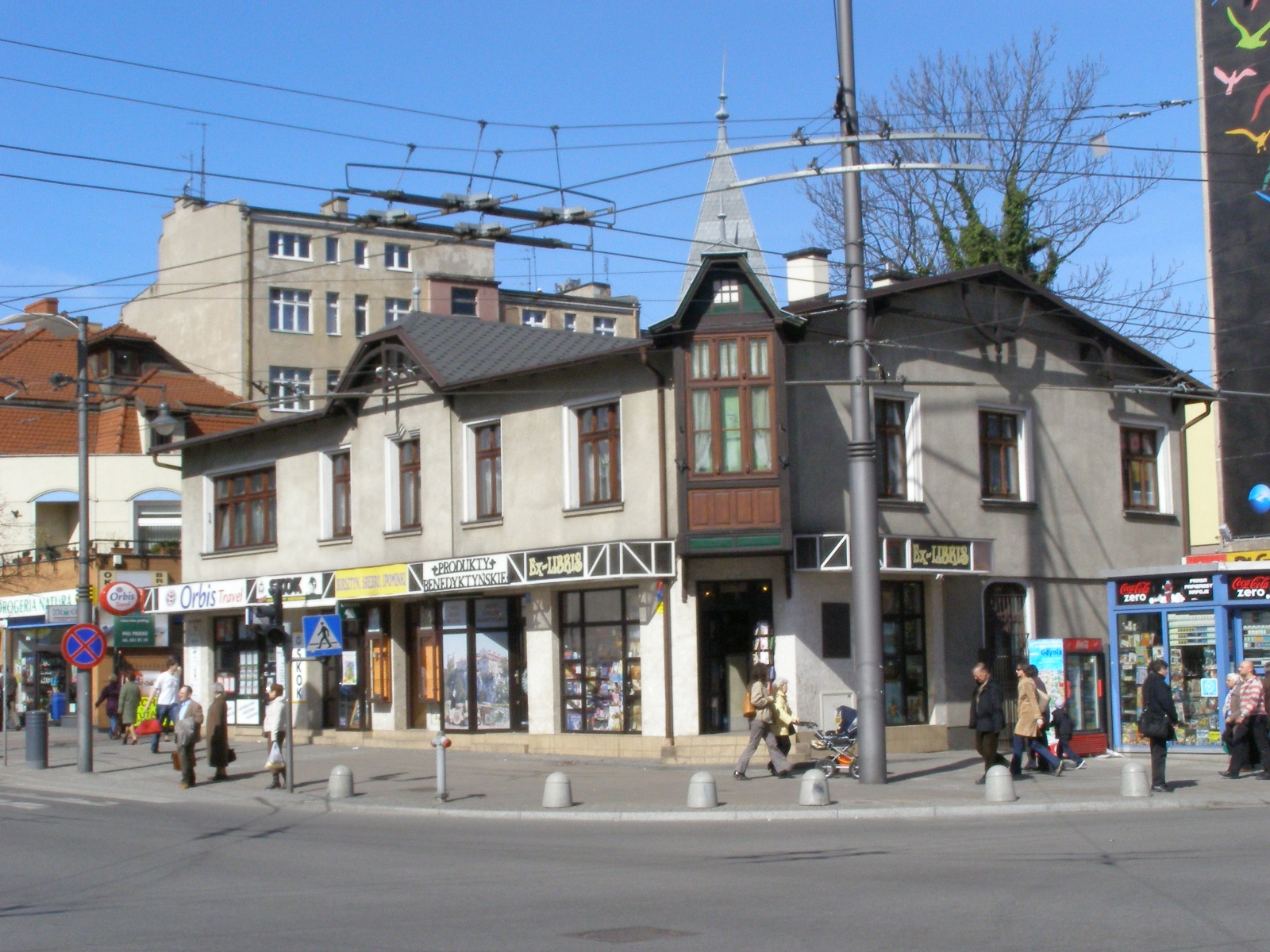
b. siedziba ŻP w Gdyni w domu Radtkego przy ul. 10 Lutego 4 (1926-1929)

Żegluga Polska – powstałe w 1926 polskie przedsiębiorstwo armatorskie, działające w oparciu o kapitały państwowe. Na jego czele stał Julian Rummel. W 1932 przekształcono ŻP w spółkę akcyjną, ale nadal z większościowymi udziałami państwa. Uległa likwidacji w 1951.

## Historia i flota

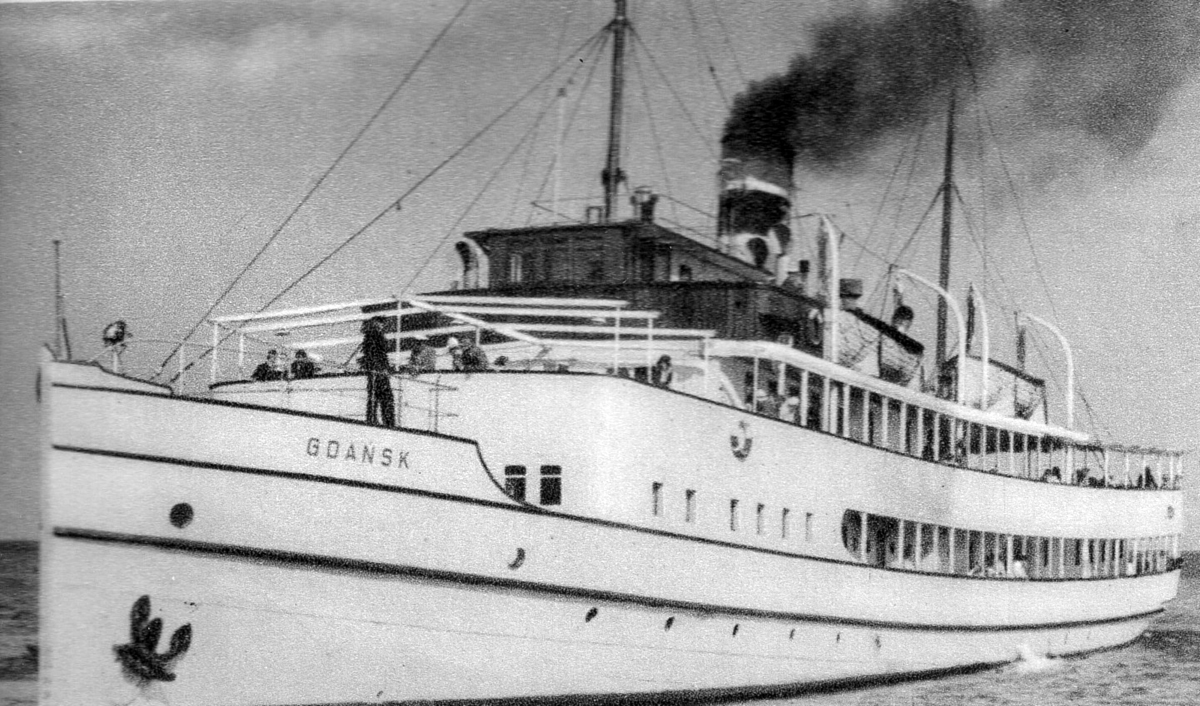
SS Gdańsk, jeden ze statków ŻP

Pierwsze statki ŻP zakupione zostały w styczniu 1927 we Francji (stąd ich popularna nazwa: francuzy). Były to SS Wilno, SS Kraków, SS Toruń, SS Poznań i SS Katowice.
Obok statków handlowych ŻP posiadała też statki wycieczkowe. Najpierw kupiono zbudowane w Gdańsku SS Gdynię i SS Gdańsk, a nieco później Jadwigę i Wandę. Przystań statków Żeglugi Polskiej w Gdańsku znajdowała się na Brabanku. Jej największymi konkurentami było istniejące od 1880 Towarzystwo Żeglugowe Weichsel z flagowym bocznokołowcem Paul Benecke, utrzymujące połączenia z Długiego Pobrzeża m.in. do Mikoszewa i Świbna, oraz założone w 1924 przez braci Leszczyńskich Towarzystwo Żeglugowe Gryf z bocznokołowcem Monika. 
Rozwijający się handel z krajami Bliskiego Wschodu spowodował, że w 1935 ŻP uruchomiła linię lewantyńską. Utworzono ją wspólnie ze szwedzkim armatorem Svenska Orient Linien, od którego wydzierżawiono trzy drobnicowce skierowane na Morze Śródziemne - SS Sarmacja, SS Lewant i SS Lechistan. SS Sarmacja po wygaśnięciu dzierżawy wróciła pod szwedzką banderę, a dwa pozostałe statki odkupiono i intensywnie wykorzystywano do 1939.
Do II wojny światowej flota ŻP urosła do dwudziestu statków pełnomorskich, które – obok żeglugi przybrzeżnej i trampingu – obsługiwały 10 regularnych linii na wodach okołoeuropejskich. Jednocześnie, w 1932, utworzony został wydział holowniczo-ratowniczy ŻP, który posiadał jednostki obsługi technicznej i holowniki.
Po wybuchu II wojny światowej ŻP, podobnie jak inne przedsiębiorstwo armatorskie Polbryt, znalazły się pod zarządem Polish Steamship Agency, a od 1944 GAL-u.
Po wojnie w miejsce ŻP powstało 2 stycznia 1951 przedsiębiorstwo państwowe Polska Żegluga Morska z siedzibą w Szczecinie.

## Siedziba
Pierwsza siedziba ŻP mieściła się przy ul. 10 Lutego 4 (1926-1929), następnie w wybudowanym przez spółkę własnym budynku z 1929 w Gdyni przy al. Waszyngtona 44 (1929-1939). W okresie II wojny światowej zarząd spółki znajdował się w Londynie (1939-1946), początkowo pod zarządem Polskiej Agencji Statków Parowych (Polish Steamship Agency) (1939-1944), następnie GAL'u (1944-1946). Decyzją Prezydium Komitetu Ekonomicznego przy Radzie Ministrów z 9 lipca 1946 centralę ŻP przeniesiono do Gdyni lokując ją w budynku Polskiej Agencji Morskiej przy ul. Świętojańskiej 10 (1946), w b. budynku Bergtransu z 1937 przy ul. Portowej 13-15 (1946-1951).